# 清水浜臣
清水 浜臣（しみず はまおみ、安永5年（1776年） - 文政7年閏8月17日（1824年10月9日））は、江戸時代後期の医師、歌人、国学者。通称は玄長。号は泊洦舎、月齋など。姓は藤原。子に清水光房。

## 略歴
武蔵国江戸飯田町の医者清水道円の子として生まれる。早くに父を亡くす。その後、17歳にして江戸の和歌の大家である村田春海の門下生となり、歌を学ぶ。上野に居を構えて家業を継ぎ医者となるも、古学の研究も続けた。多くの著作を手がけ、国学者として著名となる。
多くの門人を持ち、幅広く交流を持ったため、人脈も広かった。後妻は三井親和の娘。
49歳で没した。墓所は武蔵国入間郡入間川村之内、田中村（現在の埼玉県狭山市狭山。父道円は江戸に出る前この地で医師をしていた）の安穏寺。

## その他
- 同じく春海の門下生であった本庄宿の森田豊香とも交流があり、豊香の子である豊文は浜臣の弟子である。浜臣は本庄の門人を指導しに、たびたび森田家に泊まりに来ていた。
- 小山田与清とは犬猿の仲で、国学上の問題でも悉く意見が対立するほどであったという[2]。これは春海の死後、遺稿の出版の主導権をめぐって確執が生じたことに端を発する[3]。両者の不仲は当時から有名であったらしく、大田南畝の『半日閑話』にも取り上げられている[3]。